# Theo Custers
Theodore Laurent Custers, més conegut com a Theo Custers, (Genk, 10 d'agost de 1950) és un exfutbolista belga de les dècades de 1970 i 1980.

## Trajectòria
Es formà al Thor Waterschei, club on jugà al primer equip entre 1971 i 1975, jugant 103 partits de lliga. Entre 1975 i 1981 jugà a l'FC Anvers un total de 130 partits de lliga, amb l'excepció de la segona volta de la temporada 1980-81, en la qual fou cedit al segona divisió neerlandès Helmond Sports, després d'una disputa econòmica amb el president del seu antic equip. Precisament el 1981 l'Espanyol havia traspassat Urruti al Barça i, per tant, necessitava un nou porter. Custers fitxà per l'Espanyol per 15 milions de pessetes a mitjan juny d'aquest any. Arribà al club ja veterà (31 anys) i hi romangué durant dues temporades. En la primera temporada disputà tots els partits de lliga, entre ells la victòria per 1 a 3 al Camp Nou enfront del Barça, però la temporada següent el club fitxà un nou porter, el camerunès Thomas N'Kono i Custers romangué a la banqueta. Acabada la temporada fitxà pel Malines, on romangué entre 1983 i 1986).
Fou 10 cops internacional amb Bèlgica, el primer cop el 26 de setembre de 1979, i va participar en l'Eurocopa 1980, malgrat no disputar cap partit. També fou convocat pel Mundial de 1982, on arribà a jugar un partit davant Polònia per la lesió de Jean-Marie Pfaff.